# USS Kleinsmith (APD-134)
USS Kleinsmith (APD-134) là một tàu vận chuyển cao tốc lớp Crosley, nguyên được cải biến từ chiếc DE-718, một tàu hộ tống khu trục lớp Rudderow, và đã phục vụ cùng Hải quân Hoa Kỳ trong Chiến tranh Thế giới thứ hai. Nó là chiếc tàu chiến duy nhất của Hải quân Hoa Kỳ được đặt cái tên này, theo tên Thượng sĩ Charles Kleinsmith (1904-1942),
người từng phục vụ cùng tàu sân bay Yorktown (CV-5), đã mất tích trong chiến đấu trong Trận Midway vào ngày 4 tháng 6, 1942 và được truy tặng Huân chương Chữ thập Hải quân. Nó đã phục vụ cho đến khi Thế Chiến II kết thúc, và tiếp tục phục vụ cho đến năm 1960. Con tàu được chuyển cho Đài Loan và tiếp tục phục vụ cùng Hải quân Trung Hoa dân quốc như là chiếc ROCS Tien Shan (APD-215) (天山-Thiên Sơn), cho đến khi ngừng hoạt động và bị tháo dỡ vào năm 1997 hoặc 1998.

## Thiết kế và chế tạo
Thiết kế của lớp Crosley dựa trên việc cải biến lớp tàu hộ tống khu trục Rudderow. Cấu trúc thượng tầng con tàu được mở rộng, đồng thời tháo dỡ bớt vũ khí trang bị để lấy chỗ bố trí nơi nghỉ cho 162 binh lính được vận chuyển cùng khoảng 40 tấn trang bị. Hệ thống động lực tương tự như với các lớp Buckley và Rudderow; là kiểu động cơ turbine-điện General Electric, cung cấp điện năng cho mô-tơ điện để dẫn động hai trục chân vịt.
Dàn vũ khí được giữ lại bao gồm một khẩu pháo 5 inch (130 mm)/38 cal bố trí một phía trước mũi; ba khẩu đội pháo phòng không Bofors 40 mm nòng đôi và sáu pháo phòng không Oerlikon 20 mm; vũ khí chống ngầm gồm hai đường ray Mk. 9 để thả mìn sâu. Thủy thủ đoàn đầy đủ bao gồm 15 sĩ quan và 168 thủy thủ; và con tàu được bố trí tiện nghi để vận chuyển 12 sĩ quan cùng 150 binh lính đổ bộ.
Cái tên Kleinsmith thoạt tiên được dự định đặt cho chiếc DE-376, một tàu hộ tống khu trục lớp John C. Butler, nhưng kế hoạch chế tạo bị hủy bỏ vào ngày 5 tháng 6, 1944, nên tên này được gán lại cho chiếc DE-718. Trước khi được chế tạo, con tàu được xếp lại lớp như một tàu vận chuyển cao tốc vào ngày 17 tháng 7, 1944, mang ký hiệu lườn mới APD-134, và được đặt lườn tại xưởng tàu của hãng Defoe Shipbuilding Co. ở Bay City, Michigan vào ngày 30 tháng 8, 1944. Nó được hạ thủy vào ngày 27 tháng 1, 1945, được đỡ đầu bởi bà Mary Agnes Kleinsmith. Con tàu được chuyển đến xưởng tàu của hãng Todd Johnson Shipyard ở Algiers, Louisiana để hoàn thiện, và nhập biên chế cùng Hải quân Hoa Kỳ tại New Orleans, Louisiana vào ngày 12 tháng 6, 1945 dưới quyền chỉ huy của Hạm trưởng, Thiếu tá Hải quân Alden J. Laborde.

## Lịch sử hoạt động

### USSKleinsmith
Sau khi hoàn tất chuyến đi chạy thử máy huấn luyện tại khu vực vịnh Guantánamo, Cuba, đi đến Norfolk, Virginia vào ngày 21 tháng 7, 1945, và chuẩn bị để được điều động sang khu vực Mặt trận Thái Bình Dương. Nó lên đường vào ngày 4 tháng 8, và vẫn đang trên đường đi khi Nhật Bản chấp nhận đầu hàng vào ngày 15 tháng 8, 1945 giúp chấm dứt vĩnh viễn cuộc xung đột. Dù sao con tàu vẫn tiếp tục hành trình băng qua kênh đào Panama, rồi đi ngang San Diego và Trân Châu Cảng trước khi đi đến vịnh Buckner, Okinawa vào ngày 1 tháng 10. Nó hoạt động giữa Okinawa và các đảo chính quốc Nhật Bản cho đến ngày 21 tháng 2, 1946, khi nó khởi hành từ Sasebo để quay trở về Hoa Kỳ. Cùng với 118 hành khách là những cựu quân nhân hồi hương trên tàu, nó đi ngang qua quần đảo Marshall và Trân Châu Cảng trước khi về đến San Francisco vào ngày 24 tháng 3. Nó lại lên đường vào ngày 10 tháng 4 để chuyển sang vùng bờ Đông, và về đến Norfolk vào ngày 1 tháng 5.
Đặt căn cứ tại Norfolk, và sau đó chuyển đến Căn cứ Đổ bộ Hải quân Little Creek, trong sáu năm tiếp theo Kleinsmith hoạt động dọc theo vùng bờ biển Đại Tây Dương, trải dài từ Labrador cho đến Venezuela, và tiến hành các đợt thực tập đổ bộ và chống tàu ngầm. Nó phục vụ chủ yếu như một tàu chỉ huy đổ bộ, thực hiện nhiều chuyến đi đến vùng biển Caribe, nơi nó hoạt động ngoài khơi Puerto Rico, quần đảo Virgin và vịnh Guantánamo, Cuba. Vào tháng 1, 1951, nó đón lên tàu một đội phá hoại dưới nước (UDT: Underwater Demolition Team) tại Little Creek, để tham gia vào việc quay bộ phim The Frogmen do các diễn viên Dana Andrews và Richard Widmark đóng vai chính. Các cảnh quay được thực hiện tại quần đảo Virgin từ ngày 15 tháng 1 đến ngày 6 tháng 2, và con tàu quay trở về Little Creek vào ngày 13 tháng 2.
Khởi hành từ Little Creek vào ngày 5 tháng 3, 1951, Kleinsmith tham gia lượt đầu tiên trong số bốn lượt được biệt phái sang phục vụ tại Địa Trung Hải. Đi đến Gibraltar vào ngày 15 tháng 3, cùng với một đội UDT được phối thuộc trên tàu, nó gia nhập Đệ Lục hạm đội và tham dự các cuộc thao dượt đổ bộ trải dài từ Oran, Algeria cho đến vịnh Phaleron, Hy Lạp. Sau khi phục vụ như một tàu chỉ huy đổ bộ, nó rời Gibraltar vào ngày 26 tháng 6 để quay trở về Hoa Kỳ, về đến Little Creek vào ngày 6 tháng 7. Đến ngày 19 tháng 7, 1952, nó lên đường cho lượt phục vụ thứ hai kéo dài bốn tháng cùng Đệ Lục hạm đội, và hỗ trợ các nỗ lực gìn giữ hòa bình tại khu vực Đông Địa Trung Hải vốn đang chịu đựng những biến động và bất ổn chính trị.
Quay trở về Little Creek vào ngày 29 tháng 1, 1955, Kleinsmith hoạt động huấn luyện và bảo trì thường lệ trong thời bình dọc theo vùng bờ Đông và vùng biển Caribe. Nó lại lên đường vào ngày 9 tháng 1, 1957 cho một lượt phục vụ khác cùng Đệ Lục hạm đội, và đã hoạt động trong gần ba tháng tại khu vực Đông Địa Trung Hải. Đáp ứng yêu cầu của Vua Hussein khi chính phủ Jordan bị phe cánh tả được Ai Cập hậu thuẩn đe dọa lật đổ, con tàu rời La Spezia, Ý vào ngày 25 tháng 4 để hướng sang vùng Trung Đông, đi đến ngoài khơi Beirut, Lebanon vào ngày 30 tháng 4, tham gia cùng Đệ Lục hạm đội để biểu dương lực lượng, nhằm khẳng định quan điểm của Hoa Kỳ duy trì sự độc lập và toàn vẹn lãnh thổ của các quốc gia trong vùng. Con tàu ở lại khu vực này cho đến ngày 3 tháng 5, rồi khởi hành từ Rhodes, Hy Lạp vào ngày 18 tháng 5 để quay trở về Hoa Kỳ, về đến Little Creek vào ngày 1 tháng 6.
Chỉ không đầy ba tháng sau đó, Kleinsmith lại phải lên đường để đi sang khu vực Địa Trung Hải, đi đến Palermo, Sicily vào ngày 15 tháng 9. Chính phủ quân sự thân Liên Xô của Syria tranh chấp khu vực İskenderun với Thổ Nhĩ Kỳ và cáo buộc đối thủ tập trung quân đội tại biên giới, hình thành nên nguy cơ một cuộc xung đột. Vì vậy chiếc tàu vận chuyển cao tốc phải nhanh chóng đi đến khu vực Đông Địa Trung Hải vào ngày 19 tháng 9, và ở lại khu vực này cho đến ngày 4 tháng 11. Nó rời Barcelona, Tây Ban Nha và quay về đến Little Creek vào ngày 17 tháng 11.
Trong năm 1958, Kleinsmith tiếp tục hoạt động huấn luyện và bảo trì thường lệ tại vùng bờ Đông. Đang khi hoạt động ngoài khơi vịnh Guantánamo, Cuba vào ngày 24 tháng 10, nó giải cứu 56 công dân Hoa Kỳ và ba người nước ngoài tại Nicaro, Cuba, khi họ bị mắc kẹt giữa cuộc xung đột giữa quân đội Cuba và lực lượng du kích nổi dậy do Fidel Castro chỉ huy. Từ ngày 27 tháng 5 đến ngày 3 tháng 8, 1959, nó tham gia Lực lượng Đặc nhiệm 47 trong Chiến dịch Inland Seas, đi dọc theo sông Saint Lawrence tham dự lễ khánh thành tuyến đường thủy St. Lawrence nối liền Đại Tây Dương với Ngũ Đại Hồ vào ngày 26 tháng 6, nghi lễ do Tổng thống Dwight D. Eisenhower và Nữ hoàng Elizabeth II của Anh đồng chủ trì;
Vào ngày 1 tháng 4, 1960, Kleinsmith rời Little Creek để đi sang khu vực Thái Bình Dương. Đi ngang qua kênh đào Panama, San Diego, Trân Châu Cảng và Guam, nó đi đến Tả Doanh tại Cao Hùng vào ngày 15 tháng 5. Kleinsmith được cho xuất biên chế vào ngày hôm sau 16 tháng 5, 1960, và được chuyển cho chính phủ Trung Hoa dân quốc (Đài Loan) cùng ngày hôm đó.

### ROCSTien Shan

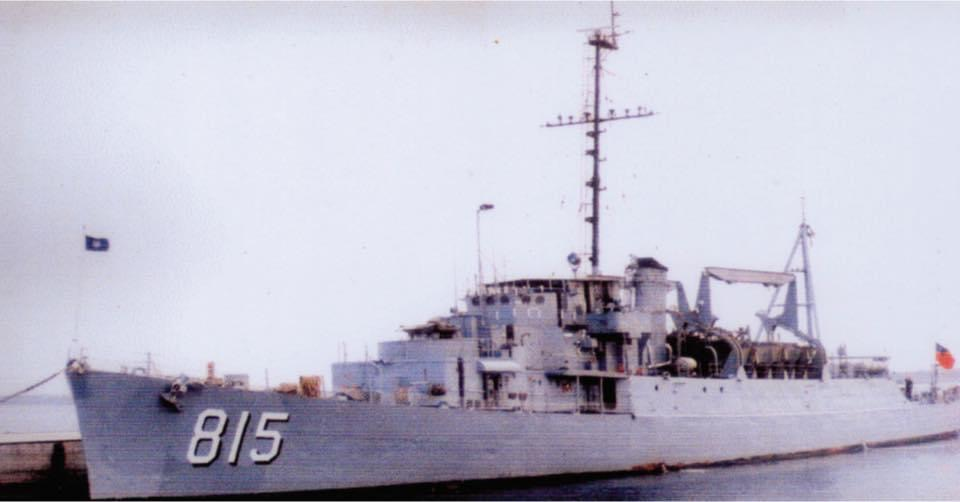
Tàu frigate tuần tra Tien Shan đang neo đậu, không rõ thời gian

Con tàu phục vụ cùng Hải quân Trung Hoa dân quốc như là chiếc ROCS Tien Shan (APD-315) (天山-Thiên Sơn); số hiệu tàu sau đó lần lượt đổi thành 215, 615, và 815. Vào đầu thập niên 1970, nó được bổ sung một tháp pháo 5 inch/38 caliber phía đuôi tàu, một dàn bốn ống phóng tên lửa đất đối không RIM-72C Sea Chaparral, là phiên bản trên hạm của kiểu MIM-72 Chaparral, cùng một dàn ngư lôi chống ngầm. Đến thập niên 1980, nó cùng những chiếc cùng lớp được chuyển giao cho Đài Loan được chuyển sang vai trò kiểm ngư; vũ khí trang bị chỉ còn lại một khẩu đội Bofors 40 mm nòng đôi trước mũi tàu. Nó phục vụ trong vai trò này ít nhất cho đến năm 1993, những nguồn khác cho rằng con tàu bị loại bỏ vào khoảng năm 1997 hay 1998.

## Phần thưởng
Nguồn: Navsource Naval History
|  |  |  |
|  |  |  |

| Huân chương Phục vụ Trung Hoa (mở rộng) | Huân chương Chiến dịch Hoa Kỳ           | Huân chương Chiến dịch Châu Á-Thái Bình Dương |
| Huân chương Chiến thắng Thế Chiến II    | Huân chương Phục vụ Chiếm đóng Hải quân | Huân chương Phục vụ Phòng vệ Quốc gia         |